# Oberhalbstein
Oberhalbstein (retoromański Surses) – dolina w Szwajcarii, w kantonie Gryzonia. Leży pomiędzy miejscowością Tiefencastel a przełączą Julierpass. Teren doliny odpowiada terenowi gminy Surses. Najważniejsze miejscowości doliny to Savognin i Bivio.

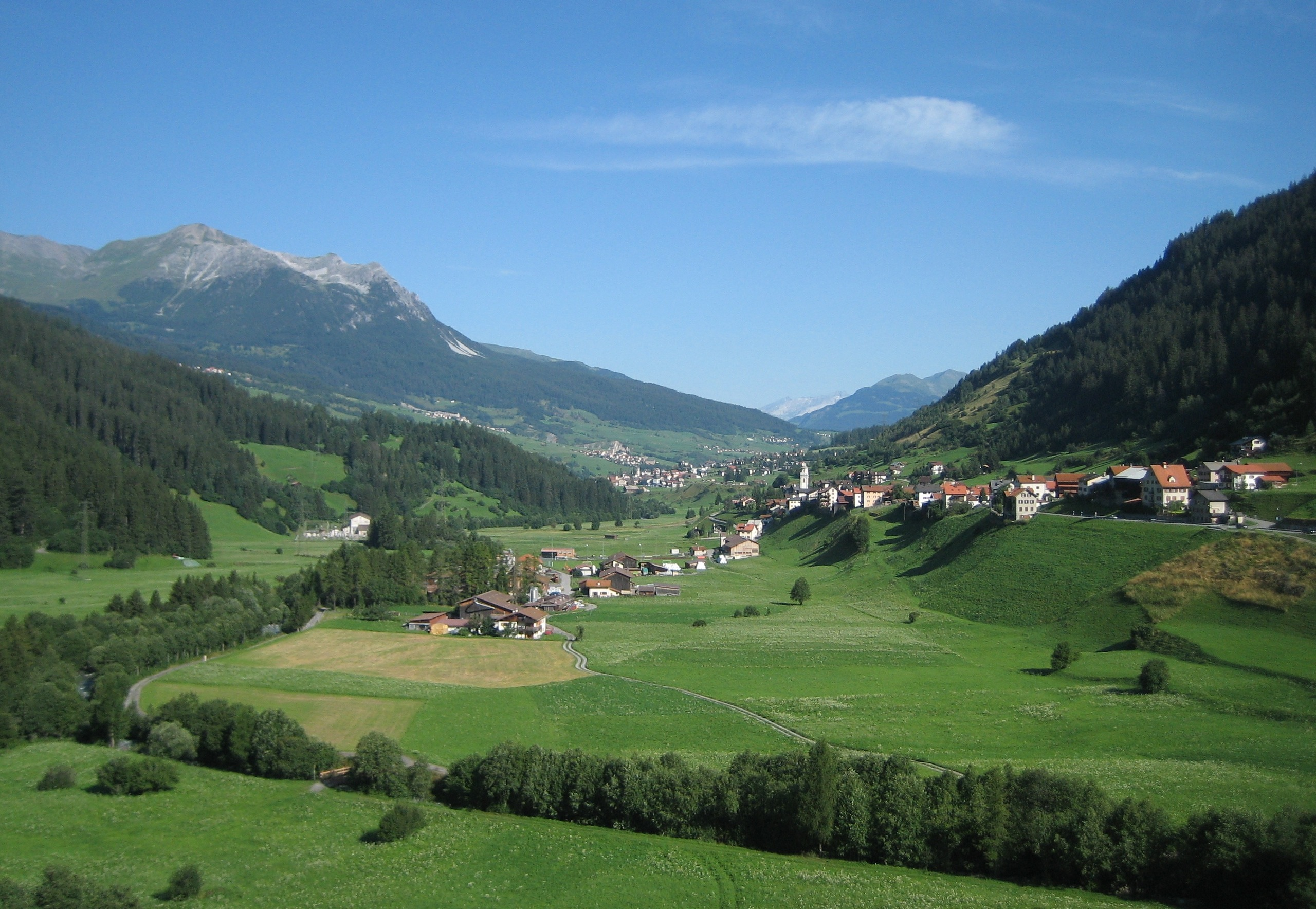
Dolna część doliny Oberhalbstein